# European Museum of the Year Award
De European Museum of the Year Award is een onderscheiding voor een museum die sinds 1977 kan worden toegekend aan twee soorten musea: reeds bestaande musea die in de voorbije twee jaar zijn vernieuwd of uitgebreid en nieuwe musea die in de afgelopen twee jaar zijn geopend.
De onderscheiding wordt ieder jaar uitgereikt door 'The European Museum Forum', een organisatie die onder de Raad van Europa valt. The European Museum of the Year Award is ingesteld op initiatief van de Britse journalist en auteur Kenneth Hudson (1916-1999). De laureaat krijgt gedurende een jaar het kunstwerk The Egg van Henry Moore voor expositie ter beschikking.

## Laureaten
| Jaar | Museum                                                 | Plaats              | Land                | Afbeelding |  |
| ---- | ------------------------------------------------------ | ------------------- | ------------------- | ---------- |  |
| 1977 | Ironbridge Gorge Museum Trust                          | Ironbridge          | Verenigd Koninkrijk |            |  |
| 1978 | Schloss Rheydt                                         | Mönchengladbach     | West-Duitsland      |            |  |
| 1979 | Musée de la Camargue                                   | Arles               | Frankrijk           |            |  |
| 1980 | Museum Catharijneconvent                               | Utrecht             | Nederland           |            |  |
| 1981 | Volkskundig museum van de Peloponnesos                 | Nauplion            | Griekenland         |            |  |
| 1982 | Musée d'Art et d'Histoire                              | Saint-Denis         | Frankrijk           |            |  |
| 1983 | Museum Sarganserland                                   | Sargans             | Zwitserland         |            |  |
| 1984 | Zuiderzeemuseum                                        | Enkhuizen           | Nederland           |            |  |
| 1987 | Beamish: North of England Open Air Museum              | Stanley             | Verenigd Koninkrijk |            |  |
| 1988 | Brandts Klædefabrik                                    | Odense              | Denemarken          |            |  |
| 1989 | Sundsvalls museum                                      | Sundsvall           | Zweden              |            |  |
| 1990 | Écomusée de l'Avesnois                                 | Fourmies            | Frankrijk           |            |  |
| 1991 | Leventis Museum                                        | Nicosia             | Cyprus              |            |  |
| 1992 | Landesmuseum für Technik und Arbeit                    | Mannheim            | Duitsland           |            |  |
| 1993 | Alta Museum                                            | Alta                | Noorwegen           |            |  |
| 1994 | Nationalmuseet                                         | Kopenhagen          | Denemarken          |            |  |
| 1995 | Olympisch museum                                       | Lausanne            | Zwitserland         |            |  |
| 1996 | Nationaal museum van de Roemeense boer                 | Boekarest           | Roemenië            |            |  |
| 1997 | Museum van Anatolische beschavingen                    | Ankara              | Turkije             |            |  |
| 1998 | National Conservation Centre                           | Liverpool           | Verenigd Koninkrijk |            |  |
| 1999 | Musée Français de la Carte à Jouer                     | Issy-les-Moulineaux | Frankrijk           |            |  |
| 2000 | Guggenheim Museum                                      | Bilbao              | Spanje              |            |  |
| 2001 | National Railway Museum                                | York                | Verenigd Koninkrijk |            |  |
| 2002 | Chester Beatty Library                                 | Dublin              | Ierland             |            |  |
| 2003 | Victoria and Albert Museum                             | Londen              | Verenigd Koninkrijk |            |  |
| 2004 | Museo Arqueologico Provincial de Alicante              | Alicante            | Spanje              |            |  |
| 2005 | Nederlands Openluchtmuseum                             | Arnhem              | Nederland           |            |  |
| 2006 | CosmoCaixa                                             | Barcelona           | Spanje              |            |  |
| 2007 | Deutsches Auswandererhaus                              | Bremerhaven         | Duitsland           |            |  |
| 2008 | KUMU                                                   | Tallinn             | Estland             |            |  |
| 2009 | Salzburg Museum                                        | Salzburg            | Oostenrijk          |            |  |
| 2010 | Ozeaneum                                               | Stralsund           | Duitsland           |            |  |
| 2011 | Gallo-Romeins Museum                                   | Tongeren            | België              |            |  |
| 2012 | Medina Azahara Museum                                  | Córdoba             | Spanje              |            |  |
| 2013 | Riverside Museum                                       | Glasgow             | Verenigd Koninkrijk |            |  |
| 2014 | Het Museum van de Onschuld                             | Istanboel           | Turkije             |            |  |
| 2015 | Rijksmuseum                                            | Amsterdam           | Nederland           |            |  |
| 2016 | POLIN, Museum voor de Geschiedenis van de Poolse Joden | Warschau            | Polen               |            |  |
| 2017 | Musée d'ethnographie de Genève                         | Genève              | Zwitserland         |            |  |
| 2018 | Design Museum                                          | Londen              | Verenigd Koninkrijk |            |  |
| 2019 | Rijksmuseum Boerhaave                                  | Leiden              | Nederland           |            |  |
| 2020 | Stapferhaus                                            | Lenzburg            | Zwitserland         |            |  |
| 2021 | Naturalis Biodiversity Center                          | Leiden              | Nederland           |            |  |
| 2022 | Museum van de Geest (Het Dolhuys)                      | Haarlem             | Nederland           |            |  |
| 2023 | L'Etno                                                 | Valencia            | Spanje              |            |  |
| 2024 | Siida                                                  | Inari               | Finland             |            |  |
| 2025 | Manchester Museum                                      | Manchester          | Verenigd Koninkrijk |            |  |

## Raad van Europaprijs
De Raad van Europa-prijs wordt al sinds 1977 parralel aan de European Museum of the Year-Award uitgereikt. De prijs ging in 1984, 1988 en 1993 naar twee musea.
| Jaar | Museum                                                    | Plaats              | Land                     | Afbeelding |
| ---- | --------------------------------------------------------- | ------------------- | ------------------------ | ---------- |
| 1977 | Fundació Joan Miró                                        | Barcelona           | Spanje                   |            |
| 1978 | Bryggens Museum                                           | Bergen (Noorwegen)  | Noorwegen                |            |
| 1979 | Stadt- und Industriemuseum Rüsselsheim                    | Rüsselsheim am Main | Bondsrepubliek Duitsland |            |
| 1980 | Monaghan County Museum                                    | Monaghan            | Ierland                  |            |
| 1981 | Muziekmuseum                                              | Stockholm           | Zweden                   |            |
| 1982 | Ålands museum                                             | Mariehamn           | Åland (Finland)          |            |
| 1983 | Universalmuseum Joanneum                                  | Graz                | Oostenrijk               |            |
| 1984 | National Waterways Museum                                 | Ellesmere Port      | Verenigd Koninkrijk      |            |
| 1984 | Scheepslift op het centrumkanaal                          | Thieu               | België                   |            |
| 1987 | Neukölln Museum                                           | West-Berlijn        | Bondsrepubliek Duitsland |            |
| 1988 | Beiers Nationaal Museum                                   | München             | Bondsrepubliek Duitsland |            |
| 1988 | Monasterio de las Descalzas Reales                        | Madrid              | Spanje                   |            |
| 1989 | Joods Historisch Museum                                   | Amsterdam           | Nederland                |            |
| 1990 | Museu da Água                                             | Lissabon            | Portugal                 |            |
| 1991 | Deutsche Salzmuseum                                       | Lüneburg (stad)     | Duitsland                |            |
| 1992 | Museo della bonifica di Argenta                           | Argente             | Italië                   |            |
| 1993 | Archeologisch museum van Istanboel                        | Istanboel           | Turkije                  |            |
| 1993 | Kobarid Museum                                            | Kobarid             | Slovenië                 |            |
| 1994 | Provinciaal museum van Lapland                            | Rovaniemi           | Finland                  |            |
| 1995 | Haus der Geschichte                                       | Bonn                | Duitsland                |            |
| 1996 | MAK – Museum voor Toegepaste Kunst                        | Wenen               | Oostenrijk               |            |
| 1997 | Tropenmuseum                                              | Amsterdam           | Nederland                |            |
| 1998 | Museum van het Strelka Instituut                          | Krasnojarsk         | Rusland                  |            |
| 1999 | Museum voor Schone Kunsten                                | Rijsel              | Frankrijk                |            |
| 2000 | In Flanders Fields Museum                                 | Ieper               | België                   |            |
| 2001 | Theatermuseum                                             | Helsinki            | Finland                  |            |
| 2002 | Buddenbrookhaus                                           | Lübeck              | Duitsland                |            |
| 2003 | Laténium                                                  | Neuchâtel           | Zwitserland              |            |
| 2004 | Gezondheidsmuseum in het complex van Bayezid II           | Edirne              | Turkije                  |            |
| 2005 | Museum van Byzantijnse Cultuur                            | Thessaloniki        | Griekenland              |            |
| 2006 | Churchill Museum and Cabinet War Rooms                    | Londen              | Verenigd Koninkrijk      |            |
| 2007 | Musée international de la Réforme                         | Genève              | Zwitserland              |            |
| 2008 | Svalbard Museum                                           | Longyearbyen        | Spitsbergen (Noorwegen)  |            |
| 2009 | Zeeuws Museum                                             | Middelburg          | Nederland                |            |
| 2010 | Museu de Portimão                                         | Portimão            | Portugal                 |            |
| 2012 | Rautenstrauch-Joest Museum                                | Keulen              | Duitsland                |            |
| 2013 | Museum of Liverpool                                       | Liverpool           | Verenigd Koninkrijk      |            |
| 2014 | Baksı Müzesi                                              | Bayburt             | Turkije                  |            |
| 2015 | Musée des Civilisations de l'Europe et de la Méditerranée | Marseille           | Frankrijk                |            |
| 2016 | European Solidarity Centre                                | Gdańsk              | Polen                    |            |
| 2017 | Mémorial ACTe                                             | Pointe-à-Pitre      | Guadeloupe (Frankrijk)   |            |
| 2018 | War Childhood Museum                                      | Sarajevo            | Bosnië en Herzegovina    |            |
| 2019 | Museum für Kommunikation                                  | Bern                | Zwitserland              |            |
| 2020 | House of Leaves                                           | Tirina              | Albanië                  |            |
| 2021 | Gulag History Museum                                      | Moskou              | Rusland                  |            |
| 2022 | Nano Nagle Place                                          | Cork                | Ierland                  |            |
| 2023 | Arbejdermuseet                                            | Kopenhagen          | Denemarken               |            |
| 2024 | Muzeum Pamięci Sybiru                                     | Białystok           | Polen                    |            |
| 2025 | Euskararen Etxea                                          | Bilbao              | Spanje                   |            |

## Kenneth Hudsonprijs
De Kenneth Hudson Award wordt sinds 2010 wordt uitgereikt aan musea die vernieuwend en opvallend zijn en daardoor de definitie van een museum bevragen. De prijs is vernoemd naar Kenneth Hudson, oprichter van de European Museum of the Year Award.
| Jaar | Museum                                                                         | Plaats          | Land        | Afbeelding |
| ---- | ------------------------------------------------------------------------------ | --------------- | ----------- | ---------- |
| 2010 | Museum voor anticonceptie en abortus                                           | Wenen           | Oostenrijk  |            |
| 2011 | Museum voor verbroken relaties                                                 | Zagreb          | Kroatië     |            |
| 2012 | Glasnevin Museum                                                               | Dublin          | Ierland     |            |
| 2013 | Museum van Batalha                                                             | Batalha         | Portugal    |            |
| 2014 | Jānis Lipke-museum                                                             | Riga            | Letland     |            |
| 2015 | Internationaal Rode Kruis en Rode Halvemaan Museum                             | Genève          | Zwitserland |            |
| 2016 | Micropia                                                                       | Amsterdam       | Nederland   |            |
| 2017 | Boris Jeltsin-museum                                                           | Jekaterinenburg | Rusland     |            |
| 2018 | Nationaal Museum van Estland                                                   | Tartu           | Estland     |            |
| 2019 | Weltmuseum Wien                                                                | Wenen           | Oostenrijk  |            |
| 2020 | Haus der Geschichte Österreich                                                 | Wenen           | Oostenrijk  |            |
| 2021 | CosmoCaixa                                                                     | Barcelona       | Spanje      |            |
| 2022 | Wayne Modest, Nanette Snoep, Laura van Broekhoven & Leontine Meijer-van Mensch |                 |             |            |
| 2023 | 23,5 Hrant Dink Site of Memory                                                 | Istanboel       | Turkije     |            |
| 2024 | Ihor Poshyvailo                                                                |                 |             |            |
| 2025 | Nini Sanadiradze                                                               |                 |             |            |

## Stilettoprijs
De Stiletto Award wordt sinds 2011 uitgereikt aan musea die een belangrijke sociale en maatschappelijke rol vervult.
| Jaar | Museum                                   | Plaats             | Land        | Afbeelding |
| ---- | ---------------------------------------- | ------------------ | ----------- | ---------- |
| 2011 | Watersnoodmuseum                         | Schouwen-Duiveland | Nederland   |            |
| 2012 | TOPIC - Internationaal poppen center     | Tolosa             | Spanje      |            |
| 2013 | Museum aan de Stroom                     | Antwerpen          | België      |            |
| 2014 | Sauer Museum                             | Arbon              | Zwitserland |            |
| 2015 | Familistère                              | Guise              | Frankrijk   |            |
| 2016 | Vukovar Stadsmuseum                      | Vukovar            | Kroatië     |            |
| 2017 | Museu de Leiria                          | Leiria             | Portugal    |            |
| 2018 | Museum van houten scheepsbouw            | Betina             | Kroatië     |            |
| 2019 | Strandingsmuseum St. George              | Thorsminde         | Denemarken  |            |
| 2020 | 14 Henrietta Street                      | Dublin             | Ierland     |            |
| 2021 | Kenan Yavuz Etnografisch Museum          | Bayburt            | Turkije     |            |
| 2022 | Museu del Calçat i de la Indústria       | Inca               | Spanje      |            |
| 2023 | Vani Archeologisch Museum                | Vani               | Georgië     |            |
| 2024 | Kalamaja-museum                          | Tallinn            | Estland     |            |
| 2025 | Estação de Socorros a Náufragos de Alvor | Alvor              | Portugal    |            |

## Portimãoprijs
De Portimão Award wordt sinds 2019 uitgereikt aan musea die het best bezig is met inclusiviteit.
| Jaar | Museum                         | Plaats    | Land                | Afbeelding |
| ---- | ------------------------------ | --------- | ------------------- | ---------- |
| 2019 | Great Britain                  | Bristol   | Verenigd Koninkrijk |            |
| 2020 | Mo Museum                      | Vilnius   | Litouwen            |            |
| 2021 | Gruuthusemuseum                | Brugge    | België              |            |
| 2022 | Universiteitsmuseum van Bergen | Bergen    | Noorwegen           |            |
| 2023 | Museum Chillida-Leku           | Hernandi  | Spanje              |            |
| 2024 | Zoutmuseum                     | Mesolongi | Griekenland         |            |
| 2025 | İstanbul Modern                | Istanboel | Turkije             |            |

## Meyvaertprijs
De Meyvaert Award wordt sinds 2020 uitgereikt aan musea die het best bezig is met duurzaamheid.
| Jaar | Museum                               | Plaats            | Land                | Afbeelding |
| ---- | ------------------------------------ | ----------------- | ------------------- | ---------- |
| 2020 | Waddenzeecentrum                     | Ribe              | Denemarken          |            |
| 2021 | Museum Walserhaus                    | Bosco/Gurin       | Zwitserland         |            |
| 2022 | Holmegaard Glasværk                  | Fensmark          | Denemarken          |            |
| 2023 | Schweizerisches Agrarmuseum Burgrain | Alberswil         | Zwitserland         |            |
| 2024 | Museum of the Home                   | Londen            | Verenigd Koninkrijk |            |
| 2025 | Muzoo                                | La Chaux-de-Fonds | Zwitserland         |            |